# Frasin, Gorj
Frasin este un sat în comuna Vladimir din județul Gorj, Oltenia, România.
Satul Frasin este de formă liniară. 
De la intersecția cu drumul Moțeștilor, mergând spre nord, nu mai sunt case. Vin câmpuri cultivate și apoi, ca la un kilometru, începe Rogojina, cătun care face parte din comuna Jupânești, satul Vierșani.
Religia oamenilor din partea locului este creștin-ortodoxă, parohia cuprinde patru biserici. Bisericile sunt la Rogojina, la Moțești, biserică nouă, construită de o familie avută a satului, Ciugulea, la Frasinu, o bisericuță simplă, „pe Linie”, care poartă deasupra ușii numele celor care au contribuit la construcția ei. Clopotul a fost construit dintr-un aliaj ce conține argint și a fost îngropat în timpul râzboiului spre a nu fi transformat în gloanțe. Cea mai mare biserică a parohiei este Biserica Cocoanei, cunoscută așa după numele boieroaicei Mimi Schileru, ultima reprezentantă în sat a familiei Schileru. Moșia a fost a lui Aristică Schileru (fruntaș PNȚ Gorj, deținut împreună cu Petre Țuțea la Ocnele Mari), originar din Schela, cumpărată de la fanariotul Musc, acesta fiind de fapt ctitorul bisericii (frescele îl înfățișează împreună cu doamna sa și literele sunt chirilice, dar limba e română). Biserica este declarată monument istoric. De numele lui Musc fanariotul se leagă și denumirea care circulă printre oameni, negăsită pe nici o hartă, a cătunului Musculești, care se află pe malul celălalt al Gilortului.